# Vítězslav Hálek
Vítězslav Hálek ([ˈviːcɛslaf ˈɦaːlɛk]; Dolínek, 5 de abril de 1835 – Praga, 8 de octubre de 1874) fue un poeta, escritor, periodista, dramaturgo y crítico de teatro checo. Está considerado uno de los representantes más importantes de la Escuela de Mayo, junto a Jan Neruda y Karolína Světlá.

## Biografía

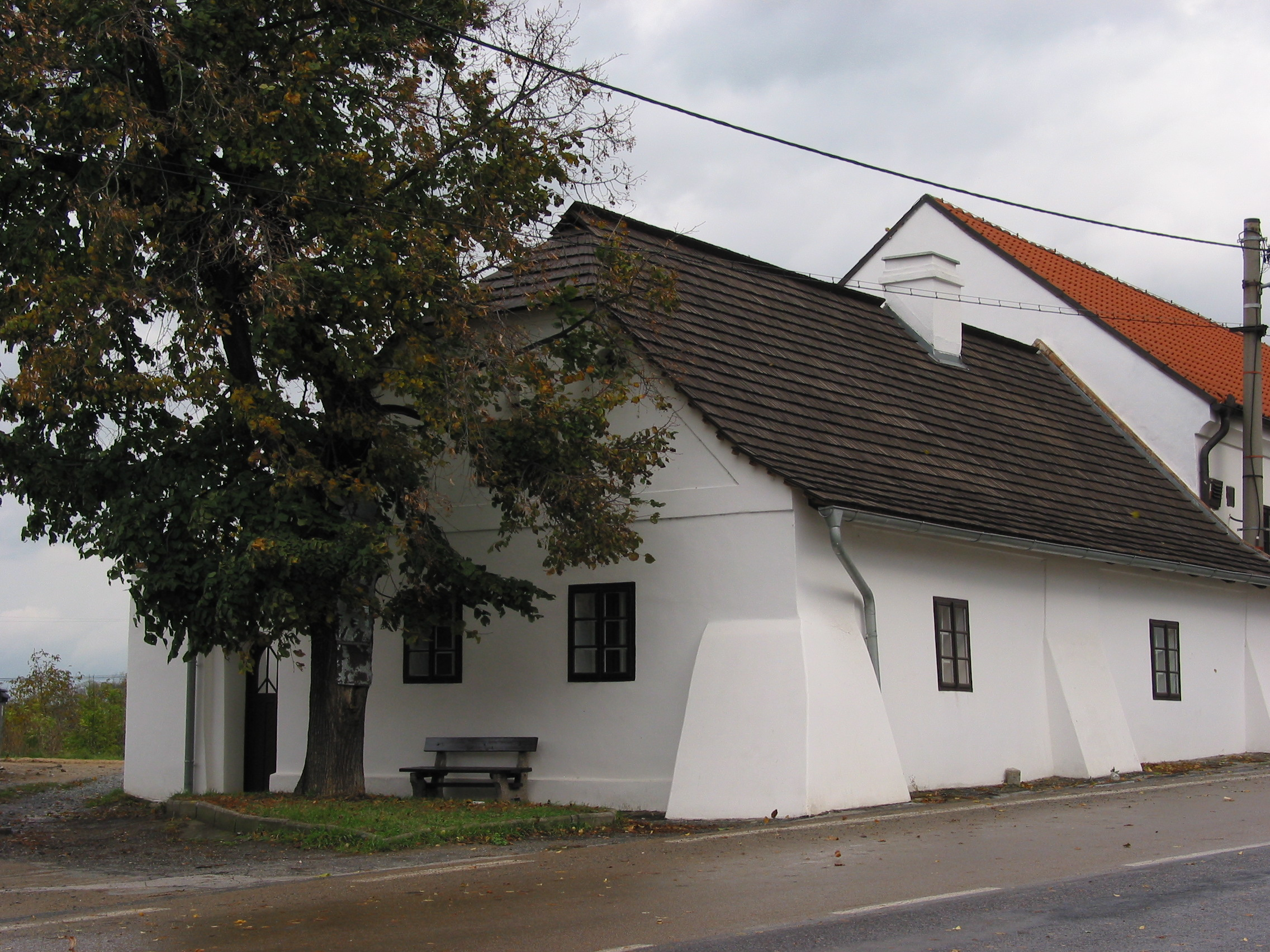
Casa donde nació Hálek, en Dolínek, República Checa.

Tras completar sus estudios de gimnasio en Praga, Hálek rechazó continuar estudiando en el Seminario. No terminó sus cursos en Filosofía y decidió en cambio convertirse en escritor. Comenzando en 1861, trabajó como editor en Národní listy, ayudando posteriormente a publicar periódicos y revistas como Lumír, Zlatá Praha, Květy etc. Trabajó como periodista hasta su muerte, por una neumonía, en 1874.
Národní listyayudando posteriormente a publicar periódicos y revistas como  (Lumír, Zlatá Praha, Květy e.)Trabajó como periodista hasta su muerte, en 1874, por una a.

## Estilo
En su época, su escritura era muy popular, en parte debido a su estilo optimista y relajado.

## Obras notables
- Večerní písně (Canciones de anochecer), 1859.
- V přírodě (En la naturaleza), 1872.
- ALos Herederos de la Montaña Blanca, Op. 30, B 134 (junto con Antonín Dvořák).